# 伊藤靜
伊藤靜（日语：／ Itō Shizuka，1980年12月5日—），日本女性聲優。東京都出身。現為賢Production旗下。
與同樣身為聲優的生天目仁美私交良好，共組聲優團體「生天目仁美與伊藤靜」（生天目仁美と伊藤静），隸屬於cosmic★motion，並發行cd曲目，愛稱。
配音角色以大姐頭型女性角色為主，代表作有《瑪莉亞的凝望》（支仓令）、《驅魔少年》（利娜莉·李）、《旋风管家》（桂雏菊）、《小雙俠》的（小愛／小雙俠2號，2008年版）等。
2012年12月5日，32歲生日之際在其個人blog上宣佈結婚，並放上了一張由好友生天目仁美拍攝的照片。婚禮是只有親友的小型婚禮，並未公開丈夫的身分。
2020年4月30日，在其個人blog上宣佈已離婚，並強調非因COVID-19疫情離婚。

## 簡介
- 興趣：潛水、釣魚、遊戲、動畫鑑賞。
- 老家從事不動產業，經濟狀況富裕，國中就有Gucci的錢包當生日禮物。祖母一直住在山形县，直到2007年年初去世。
- 很喜歡喝酒，曾說：「我的身體有一半是用酒做成的！」然而酒品很差，经常在喝醉后做出出格举动。
- 事務所前輩豬口有佳曾曰「接吻魔」（女性限定）。
- 曾經穿耳洞，但是最後似乎因為金屬過敏而放棄了。
- 曾带着笑容手拿活蛇，却极怕鬼故事，也有恐高症倾向。
- 本人曾說：「男人不錯，但是女人更好。」而引起話題。也曾說「如果有女孩子跟我告白的話，說不定我會接受喔。」（之後一直「愛慕」著伊藤的落合祐里香似乎真的告白了。）
- 曾說：「如果真的可以的話，希望下輩子是個男人。」
- 除生天目仁美之外，与猪口有佳、古山贵实子、植田佳奈、渡边明乃、小林沙苗、高桥美佳子交情深厚，与其他声优的关系也不错。
- 是生天目仁美的「本妻」，而生天目的愛人一號是能登麻美子，愛人二號是清水香里，而能登麻美子則說愛人三號是小清水亞美。
- 2012年配音員紗百合因癌症去世，之後《蜡笔小新》的大原娜娜子由伊藤飾演。
- 一只耳朵进行过手术，至今聽覺仍不是很好。

## 演出作品
※粗體字表示說明飾演的主要角色。

### 電視動畫
2003年
- 真月譚月姬（遠野秋葉）
- 机魂默示录（蘭）

2004年
- 戀風（安西若葉、4歲的耕四郎）
- 瑪莉亞的凝望（支倉令）
- 瑪莉亞的凝望〜春〜（支倉令）

2005年
- 我的女神（砂鐵少女）
- 草莓棉花糖（矢田惠子）
- 英國戀物語艾瑪（ハウスメイド）
- 学園爱丽丝（タヌキ）
- Canvas2 〜茜色的调色板〜（田丸ひかり）
- 攻殻機動隊 S.A.C. 2nd GIG（警官）
- 極上生徒会（三浦）
- 金色的卡修（エリザベス、チータ）
- 星舰驾驶员（香月詩儂）
- 索斯機械獸V（歌特娜）
- 曙光少女（西露維亞邦和）
- TSUBASA翼（成春香）
- ToHeart2（向坂環）
- 魔法老師（柿崎美砂）
- 我們的仙境（部長）

2006年
- 后天的方向（野上椒子）
- 动物横町（青森あこ、うさぎ、ポテテチュート、弥生）
- 魔女之刃（都築栞）
- 玻璃舰队（希維亞·摩耶·席爾瓦尼赫魯）
- 地獄少女（林紀子）(第22話)
- 灼眼的夏娜（“万条巧手”威爾艾米娜·卡梅爾）
- 少年陰陽師（藤原圭子）
- TSUBASA翼（成春香）
- 驅魔少年（利娜莉·李）
- .hack//Roots（三郎）
- 家有色邻（芹澤美宇）
- 魔法老師！？（柿崎美砂） - 第16話的題字（一张）以及插画提供（OP後）担任。
- Happiness!（上条沙耶）
- 非戰特攻隊：帝國陸軍情報部第3課（愛麗絲·L·馬爾文少尉）
- 光之美少女 Splash Star（泉田隊長、岡井先生）
- ×××HOLiC（九軒葵）
- MÄR（リリス）
- 夜明前的琉璃色（利兹里特·诺艾尔）

2007年
- 魔女猎人（娜迪）
- 風之聖痕（久遠七瀨）
- 月面兔兵器米娜（甲州翠怜）
- 灼眼的夏娜Ⅱ（“万条巧手”威爾艾米娜·卡梅爾）
- 天翔少女（一条瑛花）
- Sketchbook ～full color's～（ハー）
- 黑之契约者（艾莉絲·王）
- 初音島Ⅱ（高坂まゆき）
- 天元突破 紅蓮螺巖（布塔、達莉）
- 藍蘭島漂流記（千影）
- 永生之酒（作業着之女、レイチェル）
- 旋风管家（桂雏菊） - 第43話的「桂姊妹的管家通信」的題字、第48話的「桂雏菊的執事通信」的題字担任。
- 零秒出手（イオ）
- 魔法少女奈葉StrikerS（夏莉·菲妮諾、歐特、蒂多）
- 魔法人力派遣公司（黑羽真奈美、朱雀）
- 湾岸MIDNIGHT（女子）

2008年
- ef - a tale of melodies.（廣野凪）
- 你是主人我是僕（久遠寺森羅）
- BLASSREITER（阿曼达·威爾納）
- ×××HOLiC◆継（九軒葵[3]）
- 初音島II第二季（高坂真由紀）
- 我家有个狐仙大人（宮部紅葉）
- 绝对可爱CHILDREN（リージュ）
- 鹡鸰女神（红翼）
- 交響情人夢 巴黎篇（塔奇亞娜·維奇諾娃）
- 魔法禁书目录（神裂火织）

2009年
- 瑪莉亞的凝望第四季（支倉令）
- 初戀限定。（江之本慧）
- 咲-Saki-（竹井久）
- BASQUASH!（賽拉·D·米蘭達）
- 游魂 -Kiss on my Deity-（如月美冬）
- 旋风管家 第二季（桂雏菊）
- 黑神（小暮里央奈）

2010年
- 最後大魔王（江藤不二子）
- 吸血鬼同盟（東雲奈奈美）
- Heartcatch 光之美少女!（來海桃香）
- 交響情人夢 Finale（塔奇亞娜·維奇諾娃）
- 迷糊餐廳（小鳥遊梢）
- 大神與七位夥伴（大神涼子）
- 圣诞之吻SS（森島遙）
- 強襲魔女2（漢娜·尤絲緹娜·馬爾塞尤）
- 魔法禁書目錄II（神裂火织）
- 鋼鐵人（太田七海）
- 我的妹妹哪有這麼可愛！（伊織·菲特·剎那）
- 神奇寶貝超級願望（貝露）
- 刀語（汽口慚愧）

2011年
- C（嬰兒的母親）
- 惡魔奶爸（希爾德／希爾德加露達）
- 迷糊軟網社（秋山千歲）
- 請認真的和我戀愛！！（克麗斯汀·弗里德里希）
- 蘿球社！（篁美星）
- 迷糊餐廳 第二季（小鳥遊梢）
- 灼眼的夏娜Ⅲ Final（“万条巧手”威爾艾米娜·卡梅爾）
- 魔劍姬！（大和桔梗）

2012年
- 聖誕之吻SS+plus（森島遙）
- 迷你裙宇宙海賊（米莎·格蘭伍德）
- 惡魔高校D×D（姬島朱乃）
- 足球騎士（美島奈奈）
- 軍火女王（蔻蔻·海克梅迪亞）
- 變形金剛：領袖之證（雅希）
- 咲-Saki- 阿知賀編（竹井久）
- 夏目友人帳 肆（緒方由梨子）
- 男子高中生的日常（中央高中學生會會長）
- 蠟筆小新（魚住珊瑚）
- 神奇寶貝BestWishes Season 2（貝露）
- 心連·情結（藤島麻衣子）
- PSYCHO-PASS（六合塚彌生）
- 旋風管家！CAN'T TAKE MY EYES OFF YOU（桂雛菊）
- 人類衰退之後（魔女學姊）
- 魔導少年（芙蕾亞·柯羅娜）
- 海賊王（莉莉·恩斯特馬克）

2013年
- 蠟筆小新（大原娜娜子（第2代））
- 銀河機攻隊 莊嚴皇子（緹歐莉亞）
- 魔王勇者（火龍公女）
- 翠星上的加爾岡緹亞（貝洛茲）
- 旋風管家! Cuties（桂雛菊）
- 惡魔高校D×D NEW（姬島朱乃）
- Fate/kaleid liner 魔法少女☆伊莉雅（露維雅潔莉塔·艾蒂菲爾特）
- 狗與剪刀必有用（柊鈴菜）
- 蘿球社! SS（篁美星）
- 宇宙戰艦大和號2199（梅爾達·狄茲）※2012年起于电影院先行上映
- 青春紀行（小希）
- 機巧少女不會受傷（金柏莉）

2014年
- 咲-Saki-全國篇（竹井久）
- SONIANI -SUPER SONICO THE ANIMATION-（苫野恭子）
- 屬性同好會（高尾社長）
- Blade & Soul（幽蘭）
- 魔法科高中的劣等生（藤林響子）
- 約會大作戰Ⅱ（艾蓮·米拉·梅瑟斯）
- Fate/kaleid liner 魔法少女☆伊莉雅 2wei!（露維雅潔莉塔·艾蒂菲爾特）
- 火星異種「阿聶克斯一號篇」（米歇爾·K·戴維斯）
- SHIROBAKO（堂本、中田惠理、伊藤鈴鹿）
- PSYCHO-PASS心靈判官 2（六合塚彌生）

2015年
- 暗殺教室（伊莉娜·葉拉維琪）
- The Rolling Girls（名余竹輝夜）
- 夜晚的小雙俠（雲雀、多羅希）
- 魔法少女奈葉ViVid（歐特、蒂多）
- 惡魔高校D×D BorN（姬島朱乃、姬島朱璃）
- Fate/stay night（ufotable版）（露維雅潔莉塔·艾蒂菲爾特）
- 銀魂°（沖田總子）
- 監獄學園（白木芽衣子）
- 迷糊餐廳 第三期（小鳥遊梢）
- Fate/kaleid liner 魔法少女☆伊莉雅 2wei Herz!（露維雅潔莉塔·艾蒂菲爾特）
- 比基尼鬥士（女武神）
- 青年黑傑克（岡本舞子）
- 重裝武器（芙蘿蕾緹雅）
- 櫻子小姐腳下埋著屍體（九條櫻子）

2016年
- 暗殺教室 第2期（伊莉娜·葉拉維琪）
- 魔法護士小麥R（三鷹愛）
- 名侦探柯南（坂口春美（護士） #804）
- 火星異種 復仇（米歇爾·K·戴維斯）
- 最終騎士（露易絲）
- 美少女戰士Crystal Season III 死亡毀滅者篇（愛野美奈子／水手金星）
- 鬼牌遊戲（瑪莉·托雷斯）
- 在下坂本，有何貴幹？（美紀）
- 境界之輪迴 第2期（來兔）
- ReLIFE（佐伯美知留）
- Fate/kaleid liner 魔法少女☆伊莉雅 3rei!!（露維雅潔莉塔·艾蒂菲爾特）
- 藍海少女！（火鳥真斗）
- 聖潔天使（御影葵）
- 偶像筆記（刈谷美咲）
- Lostorage incited WIXOSS（莉露）
- 超自然9人组（澄风桐子）
- JoJo的奇妙冒險 不滅鑽石（東方朋子）代役

2017年
- élDLIVE宇宙警探（早乙女老師）
- ACCA13區監察課（埃本）
- 快盜天使BREAK（瑪麗）
- 正確的卡多（夏目律）
- sin 七大罪（貝利亞爾）
- 騎士&魔法（海薇·奧柏里）
- 戰鬥女子學園（伊莉絲）
- 異世界食堂（紅色女王）
- 時間支配者（艾絲翠德）
- 將國戡亂記（卡珊德拉）
- 悠久持有者：魔法老師！ 第2部（柿崎美砂）
- 食戟之靈 餐之皿（小林龍膽）

2018年
- 刀使之巫女（夢中的刀使、藤原美奈都）
- 搖曳露營△（露營者／鳥羽美波）
- DARLING in the FRANXX（七〈新任〉）
- 名侦探柯南（饭山来美）
- 多田君不戀愛（瀧原千明、櫻桃）
- 藍海少女！～Advance～（火鳥真斗）
- 惡魔高校D×D HERO（姬島朱乃）
- 春原莊的管理員小姐（八穗錦）
- 高分少女（業田萌美[4]）
- 魔法禁書目錄lll（神裂火織）
- RELEASE THE SPYCE（文鳥之女[5]）
- 書店裡的骷髏店員本田（狐狸[6]、克莉絲緹娜、排球部、電話3、湊、書的妖精、來電者、老奶奶）
- 梅露可物語 -無精打采的少年與瓶中少女-（梅內拉伊婭）
- 叛逆性百萬亞瑟王（羅萊特）

2019年
- 約會大作戰III（艾蓮·米拉·梅瑟斯）
- 魔法少女特殊戰明日香（桑迪諾）
- 荒野的壽飛行隊（娜歐蜜）
- Fairy Gone（ソフィー）
- 拾又之國（ベレーナ）
- 強襲魔女 501部隊出動！（漢娜·尤絲緹娜·馬爾塞尤）
- 艾梅洛閣下II世事件簿 -魔眼蒐集列車 Grace note-（露維雅潔莉塔·艾蒂菲爾特）
- 實況主的逃脫遊戲【直播中】（米薩麗）
- 食戟之靈 神之皿（小林龍膽）
- PSYCHO-PASS 心靈判官 3（六合塚彌生）

2020年
- 魔術士歐菲 流浪之旅（蕾蒂西亞）
- 掠夺者（奈奈、旁白）
- 神推偶像登上武道館我就死而無憾（室田）
- Healin' Good ♥ 光之美少女（辛多伊奈）
- 少女前線 人形小劇場 -狂亂篇-（劊子手）
- 房間露營△（鳥羽美波）
- 神之塔 -Tower of God-（黒色三月）
- 格萊普尼爾（小柳沙耶香）
- 弩級戰隊HXEROS（發光蟲）
- 阿拉德：逆轉之輪（無形之希洛克）
- 夢夢貓（蘇珊老師）
- 食戟之靈 豪之皿（小林龍膽）
- 魔女之旅（伊蕾娜的母親／妮可／維多莉佳）
- 熊熊勇闖異世界（導航／神）
- 安達與島村（安達的母親）
- 戰翼的希格德莉法（拉莎·魯利薩雷）
- 魔法科高中的劣等生 來訪者篇（藤林響子）
- 炎炎消防隊 貳之章（大蛇）

2021年
- 搖曳露營△ SEASON2（鳥羽美波）
- 工作細胞BLACK（白血球〈嗜中性球〉）
- Hortensia SAGA 蒼之騎士團（瑪莉）
- Healin' Good ♥ 光之美少女（「喫茶 純」老闆）
- 裏世界遠足（姦姦蛇螺）
- 魔術士歐菲 流浪之旅 基姆拉克篇（蕾蒂西亞）
- SSSS.DYNAZENON（夢芽的媽媽）
- 如果究極進化的完全沉浸RPG比現實還更像垃圾遊戲的話（伽班）
- 緋紅結繫（若菜·皇）
- 歌劇少女!!（橘）
- 平穩世代的韋馱天們（吉兒）
- 魔法科高中的優等生（藤林響子）
- 特斯拉筆記（莉莉·史塔涅姆）
- 古見同學有交流障礙症。（雁巢真姬）
- 夢夢貓 Mix！（蘇珊老師）
- 鬼滅之刃 遊郭篇（墮姬的腰帶鬼[7]）
- 艾梅洛閣下II世事件簿 -魔眼蒐集列車 Grace note- 特別篇（露維雅潔莉塔·艾蒂菲爾特）

2022年
- 少女前線（劊子手）
- 薔薇王的葬列（伊莉莎白）
- SLOW LOOP-女孩的釣魚慢活-（吉永怜子）
- 超異域公主連結 Re:Dive Season 2（伊緒[8]）
- 勇者、辭職不幹了（修堤娜）
- 朋友遊戲（月野）
- 約會大作戰IV（艾蓮·米拉·梅瑟斯）
- 群青的開幕曲（平戶園子）
- 異世界藥局（伊莉莎白二世[9]）
- 徹夜之歌（本田蕪[10]）
- 異世界迷宮裡的後宮生活（奧涅絲塔）
- 黑之召喚士（椿·藤原）
- 給不滅的你 Season2（歐米）
- 秋葉原冥途戰爭（貓役員）

2023年
- Buddy Daddies 殺手奶爸（來栖柚子）
- 傲嬌反派千金莉潔洛特與實況主遠藤同學及解說員小林同學（上古魔女／里蕾娜）
- 魔王學院的不適任者～史上最強的魔王始祖，轉生就讀子孫們的學校～ II（凱希萊姆·姬斯緹〈姬斯緹〉）
- 淪落者之夜（露西亞[11]）
- 物之古物奇譚（麴箱）
- 魔術士歐菲 流浪之旅 阿邦拉馬篇（蕾蒂西亞）
- 魔術士歐菲 流浪之旅 聖域篇（蕾蒂西亞）
- 怕痛的我，把防禦力點滿就對了2（莉莉）
- 【我推的孩子】（吉祥寺賴子）
- 熊熊勇闖異世界 PUNCH！（神）
- 獻祭公主與獸王（薇薇安）
- 百合是我的工作！（五影堂葉子）
- 小鳥之翼（卡蓮·拉帕娜小鳥之翼）
- 肌肉魔法使-MASHLE-（阿貝爾的母親）
- Lv1魔王與獨居廢勇者（大姊）
- 間諜教室 2nd season（海蒂）
- 我想成為影之強者！2nd season                  （白銀妖狐[12]）
- 我的新上司是天然呆（白崎的母親）
- 咒術迴戰 懷玉·玉折 / 澀谷事變（菅田真奈美）
- 川越男子歌唱團（足立的母親）

2024年
- 公主殿下，「拷問」的時間到了（朵伽·托加爾[13]）
- 搖曳露營△ SEASON3（鳥羽美波[14]）
- 王牌酒保 神之杯（五島珪子）
- 隔壁的妖怪鄰居（大蛇〈？〉[15]）
- 從Lv2開始開外掛的前勇者候補過著悠哉異世界生活（妲瑪麗娜榭[16]）
- 魔王軍最強的魔術師是人類（瑟菲洛[17]）
- 【我推的孩子】 第2期（吉祥寺賴子）
- 不时轻声地以俄语遮羞的邻座艾莉同学（周防优美）
- 戰國妖狐（華寅[18]）
- 異世界自殺突擊隊（魅惑女巫[19]）
- 魔王2099（木之原[20]）
- 聽說你們要結婚！？（本城寺律）
- 去參加聯誼，卻發現完全沒有女生在場（萩的姊姊[21]）

2025年
- 這間公司有我喜歡的人（早川靜乃[22]）
- 雖然我是注定沒落的貴族 閒來無事只好來深究魔法（史嘉蕾[23]）
- 直至魔女消逝（祈[24]）
- 神椿市建設中。（復興課長[25]）
- 徹夜之歌（第2期）（本田蕪[26]）

2026年
- 公主殿下，「拷問」的時間到了（第2期）（朵伽·托加爾[27]）

### OVA
- I"s Pure（葦月伊織）
- 灼眼的夏娜SP 校外温泉补习（威尔艾米娜·卡梅尔）
- ToHeart2（向坂環）
- 天翔少女（一条瑛花）
- 魔法先生（柿崎美砂）
- BALDR FORCE EXE RESOLUTION（凯拉·基尔斯垣）
- 瑪莉亞的凝望系列（支倉令）
- 勇往直前2（帕西嘉·佩斯嘉·佩西克姆）
- 旋风管家 夏日泳装特别篇（桂雛菊）
- 灼眼的夏娜S（威尔艾米娜·卡梅尔）
- 蘿球社！（篁美星）

2012年
- 惡魔高校D×D（姬島朱乃）※小說13卷限定版附贈BD。

2013年
- 翠星上的加爾岡緹亞（貝洛茲）
- 惡魔高校D×D（姬島朱乃）※小說15卷限定版附贈BD。

2014年
- 翠星上的加爾岡緹亞-遙遠的巡迴航路 前編（貝洛茲）

2015年
- 惡魔高校D×D NEW（姬島朱乃）※DX.1 限定版附BD
- 第三飞行少女队 FALLING ANGEL（凱薩琳·威勒）
- 青春水球社（美好真奈美）※單行本第8卷限定版附贈DVD

2016年
- 監獄學園（白木芽衣子）
- 青春水球社（美好真奈美）※單行本第10卷限定版附贈DVD
- 青春水球社（美好真奈美）※單行本第11卷限定版附贈DVD

2017年
- 食戟之靈「遠月十傑」（小林龍膽）※漫畫第25卷OAD同捆版

2018年
- 血界戰線 & BEYOND（伊麗莎白〈特雷西的姐姐〉）

### 剧场版
- ×××HOLiC 仲夏夜之梦（九轩葵）
- 文學少女（姬倉麻貴）
- 劇場版 旋風管家 HEAVEN IS A PLACE ON EARTH（桂雛菊）
- 剧场版 魔法禁书目录 恩底彌翁的奇迹（神裂火織）
- 猛烈宇宙海賊 ABYSS OF HYPERSPACE -超空間的深淵-（米莎·格蘭伍德）
- 劇場版 PSYCHO-PASS（六合塚彌生）
- 劇場版 窈窕淑女（吉次）

2017年
- 魔法少女奈叶Reflection（夏莉·菲妮诺）
- 劇場版 Fate/kaleid liner 魔法少女☆伊莉雅 雪下的誓言（露維雅潔莉塔·艾蒂菲爾特）

2018年
- 魔法少女奈叶Detonation（夏莉·菲妮诺）

2019年
- PSYCHO-PASS Sinners of the System Case.1 罪與罰（六合塚彌生）
- PSYCHO-PASS Sinners of the System Case.2 First Guardian（六合塚彌生）
- TRINITY SEVEN -天空圖書館與緋紅的魔王（黑皇劍猶大）

2020年
- PSYCHO-PASS心靈判官3 FIRST INSPECTOR（六合塚彌生）
- 蠟筆小新：激戰！塗鴉王國與差不多四勇者（冒牌娜娜子）

2021年
- 劇場版美少女戰士Eternal（愛野美奈子／水手金星）
- 言語如汽水般湧現（奈美）
- 劇場版 Fate/kaleid liner 魔法少女☆伊莉雅 Licht 無名的少女（露維雅潔莉塔·艾蒂菲爾特）
- 劇場版 咒術迴戰 0（菅田真奈美[28]）

2022年
- 機動戰士GUNDAM 庫克羅斯·德安之島（賽爾瑪·李文斯）
- 電影版 搖曳露營△（鳥羽美波）

2023年
- 劇場版美少女戰士Cosmos（愛野美奈子／水手金星）
- 劇場版 PSYCHO-PASS心靈判官 PROVIDENCE（六合塚彌生[29]）

2024年
- 死亡愛麗絲 最終最後的物語（輝夜姬[30]）
- 蜡笔小新：我们的恐龙日记（大原娜娜子）

2025年
- 機動戰士GUNDAM 鐵血孤兒 獵殺兀爾德 -小小挑戰者的軌跡-（玉美·拉科烏[31]）

### 網路動畫
- 美少女戰士Crystal（愛野美奈子／水手金星）

2021年
- 少女前線 人形小劇場 -治癒篇2-（劊子手）
- 極道主夫（美久）

2024年
- 株式會社5年1班（率紀的母親[32]）
- Fate/Grand Order 搞不懂的藤丸立香 第2期（阿斯特赖亚）

### 遊戲
2008年
- 時空幻境 心靈傳說（NDS）（伊妮絲·羅萊恩斯）
- Fate/unlimited codes（露維雅潔莉塔·艾蒂菲爾特）

2009年
- 超級機器人大戰 NEO（Wii）（シャーリィ・ルノイエ）

2011年
- 魔法禁書目錄系列（神裂火织、“万条巧手”威尔艾米娜·卡梅尔）

2013年
- 時空幻境 心靈傳說R（PSV）（伊妮絲·羅萊恩斯）

2015年
- 血源诅咒（主教阿梅莉亚）

2017年
- 異度神劍2（迦具土）
- 仁王（立花誾千代）

2018年
- 拳皇世界（伊莉莎白.布蘭克托什）

2019年
- 隻狼：暗影雙死 (英麻)
- Fate/Grand Order（阿斯特賴亞）

2020年
- 戰雙帕彌什（艾拉）
- Crash Fever（神裂火織）
- 拳皇全明星（伊莉莎白.布蘭克托什、比利·凱恩<女性化>）

2021年
- 緋紅結繫（若菜·皇、貝比）

2022年
- 無期迷途（伊琳娜）
- 拳皇XV（伊莉莎白.布蘭克托什）

2023年
- 超偵探事件簿 霧雨謎宮（絲瓦蘿＝艾蕾可多洛）
- 崩壞：星穹鐵道（卡芙卡）

未知
- To Heart 2（PS2）（向坂環）
- 狀況開始！（千手院奈津姬）
- Luminous Arc（ヴァネッサ）
- DUEL SAVIOR DESTINY（柊楓）
- 暗黑破壞神3 日文版（PS3）（莉亞）
- 洛克人ZX·降臨（パンドラ）
- Shining Force Feather（アルフィン）
- 圣诞之吻（PS2）（森島はるか）
- RUNE FACTORY3（NDS）（カリン）
- 天神乱漫 Happy Go Lucky!!（PSP）（卯花之佐久夜姬）
- 閃耀十字軍GoGo!（PSP）（九浄ヘレナ）
- 心連·情結 隨機預知（PSP）（藤島麻衣子）
- 女友伴身邊（手機遊戲）（飛原銳子）
- 新·世界樹的迷宮 千禧年少女（3DS）（ラクーナ）
- 落櫻散華抄（手機遊戲）（西園寺綾乃）
- 鬥陣特攻（奪命女）
- 擴散性百萬亞瑟王（PSV）（麻雀型 字一色）
- 戰鬥女子學園（七嶋葵）
- 艦隊Collection（Saratoga）
- 死亡愛麗絲（手機遊戲）（輝夜姬）
- 秋之回憶 -無垢少女-（茶菓月依美里）
- 遊魂 -Kiss on my Deity-（如月美冬）
- 遊魂2 -you're the only one-（如月美冬）
- 超異域公主連結Re:Dive（伊緒）
- 忍者外傳 Z (星期一小姐)
- Fire Emblem 風花雪月 (貝雷絲)
- 任天堂明星大亂鬥 特別版 （貝雷絲－DLC角色）
- 明日方舟（黑）
- 在地下城尋求邂逅是否搞錯了什麼（阿爾霏亞）
- Fire Emblem Heroes（貝雷絲）
- 碧藍幻想 (史黛拉)
- 忍者必須死（伊鶴）
- 蔚藍檔案（春原旬）
- 陰陽師（絡新婦）
- 守望傳說（電影巨星尤金）
- 龍與少女交響曲（手機遊戲）（望月千代女）
- 靈魂潮汐(手機遊戲)(艾妮斯)

### 廣播劇CD
- 姊姊叫你不准睡CD（高清水奏）
- 這樣算是殭屍嗎？（瑟拉芬）
- 灵媒师东名 VOMIC（叶月东名（第3代））
- 草莓100%（浦澤舞）
- 美少女夢工場4 原創廣播劇CD（ニエル）
- Berry's 廣播劇CD Vol.1 - 3（井筒綾）
- 廣播劇CD「女神異聞錄」（黛雪乃）
- xxxHOLiC 原創廣播劇CD「シミヌキ」（九軒向日葵）※漫畫13卷初回限定版特典
- 魔王勇者（火龍公女）
- 魔法老師 Vol.1（柿崎美砂）
- 魔法老師 〜白之翼 ALA ALBA〜有想要說的事！（柿崎美砂）
- 瑪莉亞的凝望 系列（支倉令）
  - 集英社廣播劇CD系列
  - DJCD 瑪莉亞的凝望 "La Vierge Marie Vous Regarde" 1－3卷
- 魔法人力派遣公司 系列（黑羽真奈美）
  - 魔法人力派遣公司 特別專輯 「THE 緣起物〜聽了就會變得幸福的（可能）CD」
  - 魔法人力派遣公司 Special Gift「愛的專輯〜for♂」、「愛的專輯〜for♀」
- 青春水球社（美好真奈美[33]）
- 魔女獵人 廣播劇CD（娜迪）
- 在膝蓋上睡著 〜estate intermezzo〜（涼原星夜[34]）
- 高機動交響曲GPO 廣播劇CD Vol.4〜綠之章〜（牧原輝春）
- 櫻花色心情（詩原杏[35]）
- PSYCHO-PASS 沒有名字的怪物 上卷（六合塚彌生[36]）
- 人造人009 廣播劇CD「LOVE STORIES」（香嶋奈奈）
- 咲-Saki- 系列
  - DJCD 「咲廣播-清澄高校麻將社-」疾風篇、怒濤篇
  - 「咲-Saki-」廣播劇CD（竹井久）
- 七傲嬌（島田勘奈）
- 灼眼的夏娜II -Second- Animage特別廣播劇CD「迷子の迷子のゆうじ君」（威爾艾米娜·卡梅爾）
- SH@PPLE 雙子麗人（久我原さゆね）
- 少年陰陽師（藤原圭子）
- 私立堀鐔學園（九軒向日葵）※1－3為週刊少年Magazine與週刊Young Magazine的全員贈品。4為「TSUBASA翼 春雷記」&「xxxHOLiC春夢記」的全卷購入回洞
- 星艦駕駛員 特別CD LIVE IN Southern Cross Hall（香月詩乃）
- 我要成為世界最強偶像（鈴元千夏）
- 世界めいわく劇場 童話「白雪公主」（白雪公主、美少女1〜7、旁白）
- Zero In（女學生、人質）
- 初音島II 〜Second Season〜「聖夜的選美大作戰！」（高坂真由紀）
- 吸血鬼同盟 系列（東雲七海）
  - SOUND COFFIN ※「Comic Flapper」2009年5月号付録
  - 廣播劇CD 吸血鬼同盟 特別CD
- 千歲Get You!!（後輩老師）
- 超訳百人一首 うた恋い。（藤子）
- 心靈傳奇 廣播劇CD vol.1 - 5（伊妮絲·羅倫茲）
- DOGS/BULLETS&CARNAGE（直刀）
- 藍蘭島漂流記（千影）
- 眾神中的貓神（鎮葉御前）
- 初戀限定。（江之本慧）
- 星空學園（祈紗枝）
- 旋風管家！（桂雛菊）

2020年
- 掠夺者 （七七）

### 廣播節目
- 開運☆野望神社（2003年－2004年，虎之穴官方網站）
- 開運☆☆野望神社（2004年－2005年，虎之穴官方網站）
- GENEON Presents Anime Press STARSHIP CHANNEL（2005年，BSQR489）
- ☆開運☆野望神社☆（2005年－2008年，虎之穴官方網站）
- Radio ToHeart2（2005年－2008年，animate TV、音泉／2006年－2007年，關西電台）（到2007年9月擔任主持人）
- 靜與有佳的互相依賴（2006年－2010年，聲優Animate+hm3）
- Asaraji。（2006年，Lantis Web Radio、BEAT☆Net Radio!）
- 廣播 南瓜剪刀 這裡是陸情3課放送局（2006年－2007年，音泉）
- 炎之傲嬌女高中生 綾乃的放學後蛋糕吃到飽！（2007年，web NewType）
- RADiO閃耀十字軍（2007年－2008年，音泉※）
- |潮風放送局〜Minato STATION廣播! 〜妳是主人我是僕篇〜（2008年－2010年，官方網站）
- 靜與茉莉也的戀彩限定。（2009年，animate TV）
- Haya☆Raji!!（2009年－2010年，animate TV）
- 廣播 軍火女王（2012年－2013年，HiBiKi Radio Station）
- 煉獄十字軍 絕對服從廣播（2012年，HiBiKi Radio Station）
- 屬性同好會廣播製作部（暫）（2013年－2014年，音泉）
- 伊藤静&後藤邑子的Minato Soft放送局（2016年－，NICONICO直播、SEIGURA頻道）
- Lostorage radio WIXOSS（2016年－2017年，音泉）[37]
- Lostorage radio WIXOSS-Booster Pack-（2017年，音泉）[38]

### 生天目仁美&伊藤静
- CD－Charincoでゆこう、未来へ☆ススメ
- DVD－Charincoでゆこう